# Locustogammarus levingsi
Locustogammarus levingsi är en kräftdjursart som beskrevs av Edward Lloyd Bousfield 1979. Locustogammarus levingsi ingår i släktet Locustogammarus och familjen Anisogammaridae. Inga underarter finns listade i Catalogue of Life.